# Stuttgart Schwabstraße
Stuttgart Schwabstraße (niem: Bahnhof Stuttgart Schwabstraße) – przystanek kolejowy w Stuttgarcie w okręgu Stuttgart-West, w kraju związkowym Badenia-Wirtembergia, w Niemczech. Według DB Station&Service ma kategorię 3. Znajduje się na linii Stuttgart Hbf – Stuttgart Österfeld. Jest obsługiwany przez pociągi S-Bahn.

## Linie kolejowe
- Linia Stuttgart Hbf – Stuttgart Österfeld

## Połączenia
| Linia | Trasa |
| ----- | --- |
| S1    | Kirchheim (Teck) – Wendlingen – Plochingen – Esslingen – Neckarpark – Bad Cannstatt – Hauptbahnhof – Schwabstraße – Vaihingen – Rohr – Böblingen – Herrenberg |
| S11   | Neckarpark – Bad Cannstatt – Hauptbahnhof (tief) – Schwabstraße – Vaihingen – Rohr – Böblingen – Herrenberg                                                   |
| S2    | Schorndorf – Fellbach – Waiblingen – Bad Cannstatt – Hauptbahnhof – Schwabstraße – Vaihingen – Rohr – Flughafen/Messe – Filderstadt                           |
| S3    | Backnang – Winnenden – Waiblingen – Bad Cannstatt – Hauptbahnhof – Schwabstraße – Vaihingen – Rohr – Flughafen/Messe                                          |
| S4    | Schwabstraße – Hauptbahnhof – Zuffenhausen – Ludwigsburg – Marbach – Backnang                                                                                 |
| S5    | Schwabstraße – Hauptbahnhof – Zuffenhausen – Ludwigsburg – Bietigheim                                                                                         |
| S6    | Schwabstraße – Hauptbahnhof – Zuffenhausen – Leonberg – Renningen – Weil der Stadt                                                                            |
| S60   | Schwabstraße – Hauptbahnhof – Zuffenhausen – Leonberg – Renningen – Magstadt – Sindelfingen – Böblingen                                                       |